# Aphotaenius plaumanni
Aphotaenius plaumanni är en skalbaggsart som beskrevs av Cartwright 1963. Aphotaenius plaumanni ingår i släktet Aphotaenius och familjen Aphodiidae. Inga underarter finns listade i Catalogue of Life.